# Patrimoni dell'umanità del Venezuela
I patrimoni dell'umanità del Venezuela sono i siti dichiarati dall'UNESCO come patrimonio dell'umanità in Venezuela, che è divenuto parte contraente della Convenzione sul patrimonio dell'umanità il 30 ottobre 1990.
Al 2022 i siti iscritti nella Lista dei patrimoni dell'umanità sono tre, e altrettante sono le candidature per nuove iscrizioni. Il primo sito iscritto nella lista è stato nel 1993 Coro e il suo porto, durante la diciassettesima sessione del comitato del patrimonio mondiale. L'anno seguente, nella diciottesima sessione, il Parco nazionale di Canaima è divenuto il secondo sito venezuelano riconosciuto dall'UNESCO. Il terzo patrimonio è stato la città universitaria di Caracas, aggiunta nel 2000. Due siti sono considerati culturali, secondo i criteri di selezione, uno naturale. Un sito, Coro e il suo porto, è stato iscritto nella Lista dei patrimoni dell'umanità in pericolo dalla XXIX sessione del Comitato per il patrimonio dell'umanità nel 2005, a seguito dei danni riportati a causa di precipitazioni eccezionali alla fine del 2004.

## Siti del Patrimonio mondiale
| Foto | Sito                           | Luogo      | Tipo                             | Anno | Descrizione |
| ---- | ------------------------------ | ---------- | -------------------------------- | ---- | --- |
|      | Coro e il suo porto            | Coro       | Culturale (658; iv, v)           | 1993 | Con le sue costruzioni in terra battuta uniche nei Caraibi, Coro è l'unico esempio sopravvissuto di una ricca fusione di tradizioni locali con mudéjar spagnolo e tecniche architettoniche olandesi. Una delle prime città coloniali (fondata nel 1527), conta circa 602 edifici storici. |
|      | Parco nazionale di Canaima     | Bolívar    | Naturale (701; vii, viii, ix, x) | 1994 | Il Parco nazionale di Canaima si estende su 3 milioni di ettari nel sud-est del Venezuela lungo il confine con Guyana e Brasile. Circa il 65% del parco è coperto da formazioni di mesa (tepui). I tepui costituiscono un'entità biogeologica unica e sono di grande interesse geologico. Le falesie a strapiombo e le cascate, tra cui il Salto Angel, la più alta del mondo (1000 m), formano un paesaggio spettacolare.                                              |
|      | Città universitaria di Caracas | Libertador | Culturale (986; i, iv)           | 2000 | La Ciudad Universitaria de Caracas, costruita su progetto dell'architetto Carlos Raúl Villanueva, tra il 1940 e il 1960, è un eccezionale esempio del Movimento Moderno in architettura. Il campus universitario integra il gran numero di edifici e funzioni in un insieme chiaramente articolato, comprendente capolavori dell'architettura moderna e delle arti visive, come l'Aula Magna con le Nuvole di Alexander Calder, lo Stadio Olimpico e la Piazza Coperta. |

## Siti candidati
| Foto | Sito                                             | Luogo                | Tipo                             | Anno       | Descrizione |
| ---- | ------------------------------------------------ | -------------------- | -------------------------------- | ---------- | --- |
|      | Città di La Guaira                               | La Guaira            | Culturale (1306; ii, iii, iv, v) | 03/06/1999 | La Guaira è stata fondata come porto principale del Venezuela nel 1589. Originariamente è stata creata come protezione per la capitale e un importante porto. A causa di queste attività, fu costruita una strada tra Caracas e il suo porto conosciuta come El Camino de los Espanoles. Questa strada sarebbe diventata di valore strategico ed economico nel corso degli anni. Non esiste una vera e propria fondazione della città, ma l'insediamento di magazzini e cantine sulla sponda del fiume avrebbe portato finalmente alla costruzione di nuclei abitativi. |
|      | Hacienda Chuao (Piantagione Chuao)               | Chuao                | Misto (1635)                     | 16/01/2002 | La piantagione Chuao produce una varietà di cacao famosa in tutto il mondo, insolita perché ha una storia ben documentata che risale al XVI secolo e un patrimonio di testimonianze archeologiche e monumenti dell'epoca coloniale. Un'altra caratteristica insolita è che è popolata dai discendenti degli schiavi portati dall'Africa poco dopo l'arrivo degli europei in Sud America, che conservano uno stile di vita tradizionale che si è perso in altre parti del continente americano. La piantagione Chuao si trova nell'omonima valle circondata da una delle più importanti foreste pluviali della catena montuosa costiera venezuelana.                          |
|      | Ciudad Bolívar nella strettoia del fiume Orinoco | Heres, Independencia | Misto (1804)                     | 10/03/2003 | Ciudad Bolívar nella strettoia del fiume Orinoco costituisce un paesaggio culturale situato sulle rive del terzo fiume di maggior portata al mondo, l'Orinoco, e nel Complesso Imataca, una piattaforma rocciosa di 3 400 milioni di anni, la più antica formazione geologica del pianeta. Dal punto di vista geografico, caratteristiche uniche si riscontrano nel piccolo contesto del bacino fluviale, come i grandi affioramenti granitici, posti in entrambi i margini del canale, associati ad insediamenti umani e ad una lunga storia di trasformazioni, tanto nel sito che occupa Ciudad Bolívar, come sull'altra riva dove si trova la vicina località di Soledad. |